# Kakarditsa
Die Kakarditsa (griechisch Κακαρδίτσα, (f. sg.)) wird der höchste Teil des Tzoumerka-Gebirges genannt, zu dessen Norden er gehört. Der höchste Gipfel steigt bis auf 2429 m über dem Meer an. Diese Spitze liegt zwischen den Orten Melissourgoi (Μελισσουργοί Άρτας) und Athamania (Αθαμανία Τρικάλων). Weiter Gipfel sind: Katarachias (Καταραχιάς, 2299 m), Chiliaexinta (Χίλια εξήντα – 1600, 2253 m), Tsoura Plastari (Τσούμα Πλαστάρι, 2188 m), Kryakouras (Κρυάκουρας, 2100 m), Fourka (Φούρκα, 2100 m), Katafygi (Καταφύγι – Zuflucht, 2098 m) und Variko (Βαρικό, 2007 m). Die Kakarditsa wird vom nördlich gelegenen Lakmos durch die Schluchten von Negri (Νέγκρη) und Monodendri (Μονοδέντρι) getrennt, während sie ein Bergsattel mit dem Baro (Μπάρο) verbindet. Vom weiter südlich gelegenen Teil des Tzoumerka trennt sie der Fluss Melissourgitiko Potamos (Μελισσουργιώτικο ποτάμος).
Hinsichtlich einiger geographischer Aspekte nimmt die Kakarditsa eine Sonderstellung ein. Daher wird sie in einigen Werken nicht als Teil des Tsoumerka angesehen.
Siedlungen im Umkreis der Kakarditsa sind Kalarrytes (Καλαρρύτες Ιωαννίνων), Matsouki (Ματσούκι Ιωαννίνων), Melissourgi (Μελισσουργοί Άρτας), Gardiki (Γαρδίκι Τρικάλων) und Athamania (Αθαμανία Τρικάλων).